# Radostów Średni
Radostów Średni (niem. Mittel-Thiemendorf) – wieś w Polsce położona w województwie dolnośląskim, w powiecie lubańskim, w gminie Lubań.
W latach 1954-1961 wieś była siedzibą gromady Radostów Średni, po jej zniesieniu w gromadzie Uniegoszcz. W latach 1975–1998 miejscowość administracyjnie należała do województwa jeleniogórskiego.

## Zabytki
Do wojewódzkiego rejestru zabytków wpisane są obiekty:
- kościół filialny pw. Trzech Króli, z 1606 r., wieża z 1824 r.
- zespół pałacowy, z XVI-XIX w.
  - pałac
  - park

## Organizacje społeczne
- Zespół ludowy Marysieńki
- Klub Seniora
- Ochotnicza Straż Pożarna
- Schola

## Instytucje
- Parafia rzymskokatolicka pw. Objawienia Pańskiego
- Zespół Szkolno-Przedszkolny
- Świetlica Wiejska
- Gminna Biblioteka